# Pergain-Taillac
Pergain-Taillac is een gemeente in het Franse departement Gers (regio Occitanie) en telt 309 inwoners (2005). De plaats maakt deel uit van het arrondissement Condom.

## Geografie
De oppervlakte van Pergain-Taillac bedraagt 18,9 km², de bevolkingsdichtheid is 16,3 inwoners per km².
De onderstaande kaart toont de ligging van Pergain-Taillac met de belangrijkste infrastructuur en aangrenzende gemeenten.

## Demografie
Onderstaande figuur toont het verloop van het inwonertal (bron: INSEE-tellingen).